# Combinación convexa

Dados tres puntos en el plano como se muestra en la figura, el punto es combinación convexa de los tres puntos, mientras que no lo es.
(es sin embargo una combinación afín de los tres puntos, así como su envoltura afín es todo el plano.)

Una combinación convexa es una combinación lineal de puntos (los cuales pueden ser vectores, escalares o más en general puntos en un espacio afín) donde todos los coeficientes son no negativos y suman 1. Todas las posibles combinaciones convexas están dentro de la envoltura convexa de los puntos dados. De hecho, la colección de todas la combinaciones convexas de puntos en el conjunto constituye la envoltura convexa del conjunto.
Formalmente, dando un conjunto finito de puntos {\displaystyle x_{1},x_{2},\dots ,x_{n}} en un espacio vectorial real, una combinación convexa de esos puntos es un punto de la forma
{\displaystyle \alpha _{1}x_{1}+\alpha _{2}x_{2}+\dots +\alpha _{n}x_{n}}
donde los números reales {\displaystyle \alpha _{i}} satisface {\displaystyle \alpha _{i}\geq 0} y {\displaystyle \alpha _{1}+\alpha _{2}+\dots +\alpha _{n}=1}
- Datos: Q2627315